# Dichagyris scotographa
Dichagyris scotographa är en fjärilsart som beskrevs av Zoltan Varga. Dichagyris scotographa ingår i släktet Dichagyris och familjen nattflyn. Inga underarter finns listade i Catalogue of Life.